# Jahanzeb Banu
Jahanzeb Banu (1649 - 1705) va ser una princesa mogola, filla del príncep Dara Shukoh i la seva consort Nadira Banu Begum. Popularment coneguda com a Jani Begum, era també neta del cinquè emperador mogol Xa Jahan.
L'escriptor italià i viatger, Niccolao Manucci, que va treballar a la cort del seu pare, la va descriure com bella i valenta. L'any 1669, es va casar amb el seu cosí, Azam Xa, hereu aparent i breu emperador durant l'any 1707. Jani Begum va ser un suport important pel seu marit, fent de mediadora en diversos incidents diplomàtics i exercint l'autoritat i comandament militar en la seva absència. Va ser, per això, molt apreciada pel seu sogre, l'emperador Aurangzeb, i una de les figures claus de la cort imperial mogola del segle XVII.

## Infantesa
Jahanzeb va ser filla del príncep Dara Shukoh i de la seva consort, Nadira Banu. El seu pare era el fill gran i favorit del Xa Jahan. La seva mare, Nadira Banu Begum, era també una princesa de la casa reial, sent filla de Parviz Mirza (segon fill de l'emperador Jahangir) i de la seva dona Iffat Jahan Banu Begum. Així doncs, Nadira era descendent tant de l'emperador Xa Jahan com de l'emperador Jahangir.
Nadira Banu Begum va morir l'any 1659 de disenteria, el mateix any en què Dara Shukoh va ser executat per ordre del seu germà Aurangzeb, després de ser derrotat durant la guerra civil pel tron. Aurangzeb es va convertir en el sisè emperador mogol i Jahanzeb va quedar òrfena. L'arribada a la cort de l'assassí del seu pare va ser vivament descrit pels cronistes estrangers, així com la seva desesperança en ser sotmesa a la cura de la seva tia, la princesa Roshanara Begum. Roshanara immediatament va començar a maltractar-la.
Més tard, Aurangzeb la va enviar al Fort d'Agra on el seu avi, Xa Jahan, estava presoner. Allà, la princesa va rebre la cura de la seva tia, Jahanara Begum, la qual la va cuidar com si fos la seva filla. Sota la seva cura, ella va arribar a ser una princesa extraordinàriament bella i culta. Quan Jahanara va morir, l'any 1681, li va llegar les seves joies més preuades, donat que era la seva neboda preferida.

## Matrimoni
El 3 de gener de l'any 1669, es va casar amb el seu cosí, el príncep Muhammad Azam, fill gran del seu oncle, Aurangzeb i de Dilras Banu Begum. La cerimònia de matrimoni va ser organitzada per la seva tia Jahanara Begum, i va tenir lloc al seu palau. Jani va esdevenir en la confident i favorita d'Azam. També va ser la nora preferida de l'emperador.
Va tenir el seu primer fill el 4 d'agost del 1670. El nen va rebre el nom de Bidar Bakht en honor al seu avi. Aurangzeb, no només va demostrar un gran afecte pel seu fill i la seva nora, sinó també pel seu net Bidar, un general discret, valent i exitós. Durant el seu regnat els va afavorir molt i Bidar va ser el seu net preferit durant la seva vellesa.
Després del seu casament, Jahanzeb va desenvolupar diverses tasques a la cort del seu marit. En particular va destacar com a consellera militar i diplomàtica. La princesa va mantenir la pau a la cort, especialment quan el seu marit es mostrava massa estricte. Això va quedar demostrat durant l'hivern del 1702, quan va tenir lloc una disputa entre Azam i el seu mestre de cacera i koka, Mir Hedayatullah. Azam es va emprenyar i va expulsar al seu koka del seu palau. Va ser Jani qui va persuadir el seu marit de perdonar a Mir Hedayatullah. Després d'uns dies, Mir Hedayatullah va tornar a la cort d'Azam i va tornar a ocupar el seu antic càrrec.
La princesa també era responsable de gestionar la relació entre el seu fill i Azam. El favor imperial del seu avi va enverinar les relacions entre Bidar i el seu pare. Quan Bidar va ser nomenat virrei de Malwa (a prop del virregnat de Gujarat, sota el domini d'Azam) a principis del 1700, Jahanzeb va demanar al seu oncle, Aurangzeb, que permetés a Bidar anar-los a visitar, donat que no havia vist al seu fill en molt de temps. Al jove príncep se li van concedir set dies per visitar als seus pares.

### Campanyes militars
Una altra tasca desenvolupada per Jani, va ser la militar. El 1679, la princesa va comandar els contingents militars del seu marit durant tres setmanes, quan el príncep va haver d'atendre la crida urgent del seu pare, Aurangzeb. Tres anys més tard, el 1682, Jani va muntar sobre el seu propi elefant per liderar un contraatac mogol envers l'exèrcit maratha. La crònica explica que va donar personalment llances i paan als soldats, i va prometre suïcidar-se si l'exèrcit mogol era derrotat. Va tornar al camp de batalla un altre cop el 1685-86 quan l'exèrcit d'Azam havia perdut tota l'esperança durant la invasió de Bijapur, i se li atribueix el fet d'haver aconseguit aixecar la moral de les tropes.

## Mort

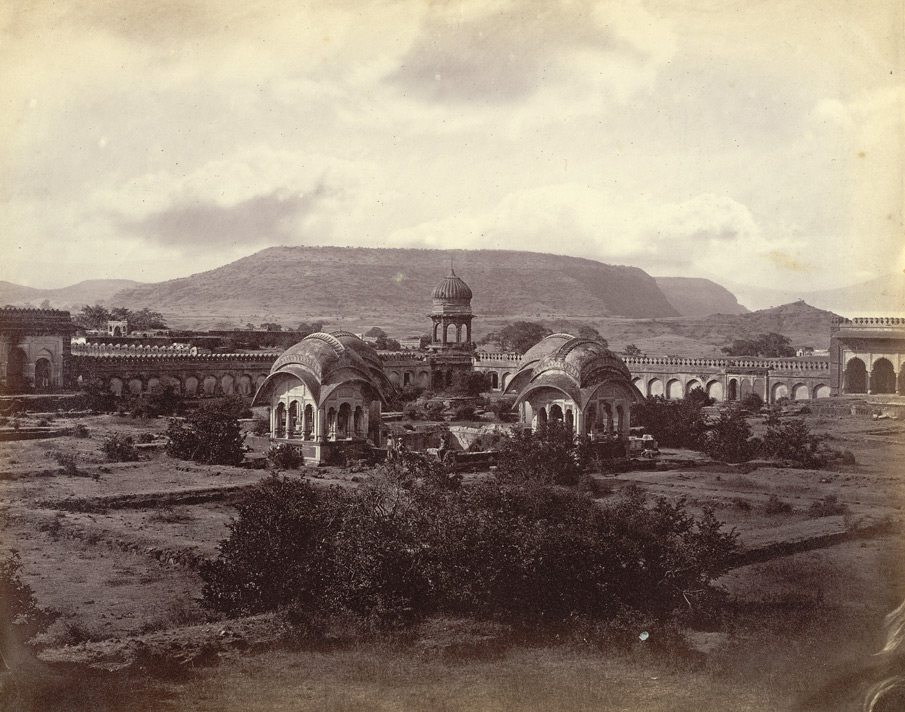
Mausoleu de Jahanzeb, a prop d'Aurangabad.

Jahanzeb va morir el 1705 d'un abscés al pit dret. El metge francès Mons. Martin havia proposat que la princesa fos examinada per una de les seves familiars a Delhi, una cristiana indo-portuguesa especialitzada en cirurgia (haziqa) de forma que li pogués prescriure un tractament segons el seu informe. La princesa, però, va rebutjar ser examinada per una dona que bevia vi i, encara menys, que el seu cos fos examinat per ella. La malaltia va persistir durant dos anys i finalment va morir. Azam va mostrar una gran tristesa i desesperança des de la pèrdua de la seva consort fins al moment de la seva pròpia mort.